# 先知 (诗歌)
《先知》為黎巴嫩詩人哈里利·纪伯伦的代表作品，1923年出版，以英文詩體構成。
書中藉由主人翁先知阿穆斯塔法之口，闡述人生哲理， 包括愛、自由、孩子、法律、善惡等26個主題。
中文版最早由台北純文學出版社於1970年出版，王季慶女士翻譯。